# Црква Спасовица
Црква Светог Вазнесења Господњег (Спасовдан), познатија као Спасовица задужбина је краља Стефана Дечанског из 1331. године. Постојала је до 1913. године када су је Бугари срушили до темеља.
Црква Спасовица (Св. Спаса) се налазила у атару села Николичевци у близини Ћустендила, на истоименом узвишењу између река Струме и притоке јој Соволштице. Могуће је да је ово било место са којег је краљ Стефан посматрао битку, како се и вели у Карловачком летопису (почетак XVI века). У сваком случају налазила се врло близу попришта. Подигнута је у спомен на победу и спасење од невоља недуго након битке код Велбужда. 
Градња је почела после 20. јула 1331. године, а живописана је у време српског цара Душана.
Црква је била једнобродна поткуполна грађевина са припратом над којом су се уздизале две мање куполе. Кула над наосом је била великих димензија. Црква је била дуга 12, а широка 8 метара. Поред западних, имала је врата и с јужне стране. Црква је била живописана. Око ње је расло много божура, који асоцира на крв ту проливену, од Срба и Бугара.
Спасовица је остала нетакнута за време Драгаша, који су столовали у Велбужду. Карловачки летопис говори да је у то време још стајала неоштећена. Пострадала је у непознато време. У XIX веку била је сачувана до висине купола. Месно предање каже да је у неком тренутку звоно из цркве донесено у Ћустендил и постављено на тамошњу сахат-кулу те да је на звону била уписана година 1429. Становништво околних села је сваке године на Спасовдан долазило овде на сабор. 
Цркву је срушила бугарска војска након пораза у Брегалничкој бици 1913. године.
- Брдо Спасовица
- Остаци цркве
- Место на коме је била црква